# Rosie Stapel
Pour les articles homonymes, voir Stapel.
 (janvier 2019).
Si vous disposez d'ouvrages ou d'articles de référence ou si vous connaissez des sites web de qualité traitant du thème abordé ici, merci de compléter l'article en donnant les références utiles à sa vérifiabilité et en les liant à la section « Notes et références ».
Rosie Stapel, née en 1971 aux Pays-Bas,,, est une réalisatrice, productrice, directrice artistique et scénariste néerlandaise.

## Filmographie

### Réalisatrice et productrice
- 2007 : La Ronde de nuit
- 2009 : Carmen van het noorden (nl)
- 2010 : 4000 Steps
- 2010 : De eetclub (nl)
- 2012 : Goltzius et la Compagnie du Pélican
- 2012 : The Domino Effect (nl)
- 2012 : Het bombardement (nl)
- 2013 : Exit
- 2014 : Cornea
- 2014 : Where the Road Runs Out (en)
- 2019 : Keizersvrouwen

### Directrice artistique
- 1999 : Leven en dood van Quidam Quidam (nl)
- 2000 : Christie Malry's Own Double-Entry (en)
- 2000 : Dick and Maria
- 2001 : Superstition (nl)
- 2002 : Comme ça vous chante, madame la gouvernante (Ja zuster, nee zuster)
- 2002 : Pietje Bell
- 2003 : La Jeune Fille à la perle (Girl with a Pearl Earring)
- 2004 : The Tulse Luper Suitcases, Part 2: Vaux to the Sea
- 2004 : Tempesta (nl)
- 2004 : Secret Passage (en)
- 2004 : Floris
- 2005 : Deuce Bigalow : Gigolo malgré lui
- 2006 : La grande croisade
- 2008 : Illegal Traffic (Reykjavík - Rotterdam)
- 2009 : La Révélation
- 2010 : De vliegenierster van Kazbek (nl)
- 2012 : The Domino Effect (nl)
- 2019 : The Beast in the Jungle